# Olympische Winterspiele 2018/Shorttrack
Shorttrack war im Rahmen der XXIII. Olympischen Winterspiele zum neunten Mal im Programm vertreten. Die Wettkämpfe fanden in Gangneung in der Provinz Gangwon-do statt. Austragungsort war die Gangneung Ice Arena im Gangneung Cluster, eine Halle mit einer Kapazität von 12.000 Zuschauerplätzen.

## Bilanz

### Medaillenspiegel
| Platz | Land                             | Gold | Silber | Bronze | Gesamt |
| ----- | -------------------------------- | ---- | ------ | ------ | ------ |
| 1     | Südkorea                         | 3    | 1      | 2      | 6      |
| 2     | Niederlande                      | 1    | 2      | 1      | 4      |
| 3     | Volksrepublik China              | 1    | 2      | –      | 3      |
| 4     | Kanada                           | 1    | 1      | 3      | 5      |
| 5     | Italien                          | 1    | 1      | 1      | 3      |
| 6     | Ungarn                           | 1    | –      | –      | 1      |
| 7     | Vereinigte Staaten               | –    | 1      | –      | 1      |
| 8     | Olympische Athleten aus Russland | –    | –      | 1      | 1      |

### Medaillengewinner
| Konkurrenz     | Gold                                                            | Silber                                                                    | Bronze                                                            |
| -------------- | --------------------------------------------------------------- | ------------------------------------------------------------------------- | ----------------------------------------------------------------- |
| 500 m          | Wu Dajing                                                       | Hwang Dae-heon                                                            | Lim Hyo-jun                                                       |
| 1000 m         | Samuel Girard                                                   | John-Henry Krueger                                                        | Seo Yi-ra                                                         |
| 1500 m         | Lim Hyo-jun                                                     | Sjinkie Knegt                                                             | Semjon Jelistratow                                                |
| 5000 m Staffel | Ungarn Csaba Burján Viktor Knoch Shaoang Liu Shaolin Sándor Liu | Volksrepublik China Chen Dequan Han Tianyu Ren Ziwei Wu Dajing Xu Hongzhi | Kanada Charle Cournoyer Pascal Dion Samuel Girard Charles Hamelin |

| Konkurrenz     | Gold                                                                  | Silber                                                                 | Bronze                                                                          |
| -------------- | --------------------------------------------------------------------- | ---------------------------------------------------------------------- | ------------------------------------------------------------------------------- |
| 500 m          | Arianna Fontana                                                       | Yara van Kerkhof                                                       | Kim Boutin                                                                      |
| 1000 m         | Suzanne Schulting                                                     | Kim Boutin                                                             | Arianna Fontana                                                                 |
| 1500 m         | Choi Min-jeong                                                        | Li Jinyu                                                               | Kim Boutin                                                                      |
| 3000 m Staffel | Südkorea Choi Min-jeong Kim A-lang Kim Ye-jin Lee Yu-bin Shim Suk-hee | Italien Arianna Fontana Cecilia Maffei Lucia Peretti Martina Valcepina | Niederlande Suzanne Schulting Jorien ter Mors Yara van Kerkhof Lara van Ruijven |

## Ergebnisse Männer

### 500 m
| Platz | Land | Sportler           | Zeit (s)    |
| ----- | ---- | ------------------ | ----------- |
| 1     | CHN  | Wu Dajing          | 39,584 (WR) |
| 2     | KOR  | Hwang Dae-heon     | 39,854      |
| 3     | KOR  | Lim Hyo-jun        | 39,919      |
| 4     | CAN  | Samuel Girard      | 39,987      |
| 5     | HUN  | Shaolin Sándor Liu | 40,651      |
| 6     | CHN  | Ren Ziwei          | 40,694      |
| 7     | NED  | Daan Breeuwsma     | 40,835      |
| 8     | JPN  | Ryōsuke Sakazume   | 40,985      |

Vorläufe: 20. Februar 2018, 19:45 Uhr; Viertelfinale: 22. Februar 2018, 19:00 Uhr; 

Halbfinale: 22. Februar 2018, 19:42 Uhr; Finale: 22. Februar 2018, 20:13 Uhr
Olympiasieger 2014:  Wiktor Ahn

Weltmeister 2017:  Sjinkie Knegt

### 1000 m
| Platz | Land | Sportler           | Zeit (min) |
| ----- | ---- | ------------------ | ---------- |
| 1     | CAN  | Samuel Girard      | 1:24,650   |
| 2     | USA  | John-Henry Krueger | 1:24,864   |
| 3     | KOR  | Seo Yi-ra          | 1:31,619   |
| 4     | KOR  | Lim Hyo-jun        | 1:33,312   |
| 5     | JPN  | Ryōsuke Sakazume   | 1:27,522   |
| 6     | OAR  | Semjon Jelistratow | 1:27,621   |
| 7     | ITA  | Yuri Confortola    | 1:27,712   |
| 8     | HUN  | Shaolin Sándor Liu | 1:24,012   |

Vorläufe: 13. Februar 2018, 19:26 Uhr; Viertelfinale: 17. Februar 2018, 19:44 Uhr; 

Halbfinale: 17. Februar 2018, 20:43 Uhr; Finale: 17. Februar 2018, 21:21 Uhr
Olympiasieger 2014:  Wiktor Ahn

Weltmeister 2017:  Seo Yi-ra

### 1500 m
| Platz | Land | Sportler           | Zeit (min) |
| ----- | ---- | ------------------ | ---------- |
| 1     | KOR  | Lim Hyo-jun        | 2:10,485   |
| 2     | NED  | Sjinkie Knegt      | 2:10,555   |
| 3     | OAR  | Semjon Jelistratow | 2:10,687   |
| 4     | CAN  | Samuel Girard      | 2:11,176   |
| 5     | HUN  | Shaolin Sándor Liu | 2:11,520   |
| 6     | NED  | Itzhak de Laat     | 2:12,362   |
| 7     | FRA  | Thibaut Fauconnet  | 2:53,150   |
| 8     | CHN  | Han Tianyu         | 2:26,281   |

Vorläufe: 10. Februar 2018, 19:00 Uhr 

Halbfinale: 10. Februar 2018, 20:21 Uhr 

Finale: 10. Februar 2018, 21:22 Uhr
Olympiasieger 2014:  Charles Hamelin

Weltmeister 2017:  Sin Da-woon

### 5000 m Staffel
| Platz | Land | Sportler                                                                           | Zeit (min)    |
| ----- | ---- | ---------------------------------------------------------------------------------- | ------------- |
| 1     | HUN  | Csaba Burján Viktor Knoch Shaoang Liu Shaolin Sándor Liu                           | 6:31,971 (OR) |
| 2     | CHN  | Chen Dequan Han Tianyu Wu Dajing Xu Hongzhi Ren Ziwei 1                            | 6:32,035      |
| 3     | CAN  | Pascal Dion Samuel Girard Charles Hamelin Charle Cournoyer                         | 6:32,282      |
| 4     | KOR  | Kim Do-kyoum Kwak Yoon-gy Lim Hyo-jun Seo Yi-ra                                    | 6:42,118      |
| 5     | USA  | John Celski Thomas Insuk Hong John-Henry Krueger Aaron Tran                        | 6:52,708      |
| 6     | KAZ  | Absal Äschghalijew Denis Nikischa Jerkebulan Schamuchanow Nurbergen Schumaghasijew | 6:52,791      |
| 7     | JPN  | Ryōsuke Sakazume Keita Watanabe Hiroki Yokoyama Kazuki Yoshinaga                   | 7:02,554      |
|       | NED  | Daan Breeuwsma Itzhak de Laat Sjinkie Knegt Dennis Visser                          | 7:02,554      |

Vorläufe: 13. Februar 2018, 20:32 Uhr 

Finale: 22. Februar 2018, 20:52 Uhr
Olympiasieger 2014:  Russland Wiktor Ahn, Semjon Jelistratow, Wladimir Grigorjew, Ruslan Sacharow

Weltmeister 2017:  Niederlande Dennis Visser, Itzhak de Laat, Sjinkie Knegt, Daan Breeuwsma

## Ergebnisse Frauen

### 500 m
| Platz | Land | Sportlerin        | Zeit (s) |
| ----- | ---- | ----------------- | -------- |
| 1     | ITA  | Arianna Fontana   | 42,569   |
| 2     | NED  | Yara van Kerkhof  | 43,256   |
| 3     | CAN  | Kim Boutin        | 43,881   |
| 4     | GBR  | Elise Christie    | 83,063   |
| 5     | OAR  | Sofja Proswirnowa | 43,219   |
| 6     | KOR  | Choi Min-jeong    | 42,422   |
| 7     | CHN  | Qu Chunyu         | 42,954   |
| 8     | CHN  | Fan Kexin         | 43,350   |
|       |      |                   |          |
| 15    | GER  | Anna Seidel       | 43,742   |
| 18    | GER  | Bianca Walter     | 43,541   |

Vorläufe: 10. Februar 2018, 19:44 Uhr; Viertelfinale: 13. Februar 2018, 19:00 Uhr; 

Halbfinale: 13. Februar 2018, 20:11 Uhr; Finale: 13. Februar 2018, 21:07 Uhr
Olympiasiegerin 2014:  Li Jianrou

Weltmeisterin 2017:  Fan Kexin

### 1000 m
| Platz | Land | Sportlerin        | Zeit (min) |
| ----- | ---- | ----------------- | ---------- |
| 1     | NED  | Suzanne Schulting | 1:29,778   |
| 2     | CAN  | Kim Boutin        | 1:29,956   |
| 3     | ITA  | Arianna Fontana   | 1:30,656   |
| 4     | KOR  | Choi Min-jeong    | 1:30,940   |
| 5     | KOR  | Kim A-lang        | 1:29,212   |
| 6     | KOR  | Shim Suk-hee      | 1:29,159   |
| 7     | CAN  | Valérie Maltais   | 1:30,131   |
| 8     | CHN  | Qu Chunyu         | 1:31,279   |
|       |      |                   |            |
| 18    | GER  | Bianca Walter     | 1:31,085   |
|       | GER  | Anna Seidel       | DSQ        |

Vorläufe: 20. Februar 2018, 19:00 Uhr; Viertelfinale: 22. Februar 2018, 19:14 Uhr; 

Halbfinale: 22. Februar 2018, 19:51 Uhr; Finale: 22. Februar 2018, 20:26 Uhr
Olympiasiegerin 2014:  Park Seung-hi

Weltmeisterin 2017:  Elise Christie

### 1500 m
| Platz | Land | Sportlerin      | Zeit (min) |
| ----- | ---- | --------------- | ---------- |
| 1     | KOR  | Choi Min-jeong  | 2:24,948   |
| 2     | CHN  | Li Jinyu        | 2:25,703   |
| 3     | CAN  | Kim Boutin      | 2:25,834   |
| 4     | KOR  | Kim A-lang      | 2:25,941   |
| 5     | NED  | Jorien ter Mors | 2:25,955   |
| 6     | HUN  | Petra Jászapáti | 2:26,138   |
| 7     | ITA  | Arianna Fontana | 2:27,475   |
| 8     | CHN  | Zhou Yang       | 2:23,485   |
|       |      |                 |            |
| 16    | GER  | Anna Seidel     | 2:56,976   |
| 27    | GER  | Bianca Walter   | 2:30,819   |

Vorläufe: 17. Februar 2018, 19:00 Uhr 

Halbfinale: 17. Februar 2018, 20:13 Uhr 

Finale: 17. Februar 2018, 21:05 Uhr
Olympiasiegerin 2014:  Zhou Yang

Weltmeisterin 2017:  Elise Christie

### 3000 m Staffel
| Platz | Land | Sportlerin                                                                          | Zeit (min)    |
| ----- | ---- | ----------------------------------------------------------------------------------- | ------------- |
| 1     | KOR  | Choi Min-jeong Kim A-lang Kim Ye-jin Shim Suk-hee Lee Yu-bin 1                      | 4:07,361      |
| 2     | ITA  | Arianna Fontana Cecilia Maffei Lucia Peretti Martina Valcepina                      | 4:15,901      |
| 3     | NED  | Suzanne Schulting Jorien ter Mors Yara van Kerkhof Lara van Ruijven                 | 4:03,471 (WR) |
| 4     | HUN  | Petra Jászapáti Andrea Keszler Zsófia Kónya Sára Luca Bácskai Bernadett Heidum 1    | 4:03,603      |
| 5     | OAR  | Jekaterina Jefremenkowa Jekaterina Konstantinowa Emina Malagitsch Sofja Proswirnowa | 4:08,838      |
| 6     | JPN  | Shione Kaminaga Sumire Kikuchi Yuki Kikuchi Hitomi Saito Ayuko Itō 1                | 4:13,072      |
|       | CAN  | Kim Boutin Kasandra Bradette Valérie Maltais Marianne St-Gelais Jamie MacDonald 1   |               |
|       | CHN  | Qu Chunyu Li Jinyu Fan Kexin Zhou Yang Han Yutong 1                                 |               |

Vorläufe: 10. Februar 2018, 20:52 Uhr 

Finale: 20. Februar 2018, 20:23 Uhr
Olympiasiegerinnen 2014:  Südkorea Cho Ha-ri, Kim A-lang, Kong Sang-jeong, Park Seung-hi, Shim Suk-hee

Weltmeisterinnen 2017:  Volksrepublik China Guo Yihan, Zang Yize, Fan Kexin, Lin Yue, Qu Chunyu